# Musanze
Musanze (poznat i kao Ruhengeri) grad je u ruandskoj Sjevernoj provinciji i sjedište distrikta Musanze. Leži na 1850 metara nadmorske visine, 13 km južno od tromeđe Ruanda-Demokratska Republika Kongo-Uganda.
Grad se nalazi u blizini nacionalnog parka Vulkani (Parc national des Volcans), koji je poznat po populaciji brdskih gorilâ (Gorilla beringei beringei).
Godine 2002. Musanze je imao 71.511 stanovnika.

## Vanjske poveznice

### Ostali projekti
|  | Zajednički poslužitelj ima još gradiva o temi Musanze |